# Hillia psammophila
Hillia psammophila är en måreväxtart som beskrevs av Julian Alfred Steyermark. Hillia psammophila ingår i släktet Hillia och familjen måreväxter. Inga underarter finns listade i Catalogue of Life.